# Costa Rica en la Copa Mundial de Fútbol de 2002
La selección de Costa Rica fue uno de los 32 equipos participantes en la Copa Mundial de Fútbol de 2002, torneo que se llevó a cabo del 31 de mayo al 30 de junio en Corea del Sur y Japón.
Bajo la dirección técnica del brasileño naturalizado Alexandre Guimarães, Costa Rica regresó a la Copa Mundial de Fútbol, después de doce años de ausencia. La clasificatoria fue difícil para el conjunto centroamericano, ya que en el Grupo E de la fase semifinal, debió disputar un partido adicional con Guatemala para avanzar al hexagonal final.
En la fase decisiva venció a México en el estadio Azteca, aquel partido es todo un hito en el fútbol de la Concacaf, conocido como El Aztecazo.
Ya en el Mundial, los ticos integraron el Grupo C junto a Brasil, Turquía y China. Costa Rica arrancó venciendo 2:0 a los asiáticos e igualando 1:1 con Turquía. La eliminación se dio en uno de los partidos con más espectáculo durante el torneo, el 5:2 ante Brasil, equipo que al final se llevó el título de campeón del mundo.

## Clasificación

### Semifinales
| Pos. | Equipo         | Pts. | PJ | G | E | P | GF | GC | Dif. | Clasificación |
| ---- | -------------- | ---- | -- | - | - | - | -- | -- | ---- | ------------- |
| 1    | Estados Unidos | 11   | 6  | 3 | 2 | 1 | 14 | 3  | +11  | Ronda Final   |
| 2    | Costa Rica     | 10   | 6  | 3 | 1 | 2 | 9  | 6  | +3   | Ronda Final   |
| 3    | Guatemala      | 10   | 6  | 3 | 1 | 2 | 9  | 6  | +3   |               |
| 4    | Barbados       | 3    | 6  | 1 | 0 | 5 | 3  | 20 | −17  |               |

 Fuente: [cita requerida]

#### Desempate
| Partido de desempate; 6-1-2001                                                               | Costa Rica                                           | 5–2 | Guatemala           | Estadio Orange Bowl, Miami, Florida                         |                                                             |
|                                                                                              | Wanchope 7' · Fonseca 43' 59' · Parks 58' · Soto 73' |     | 4', 89' (pen.) Ruiz | Asistencia: 41,000 espectadores Árbitro(s): Rodolfo Sibrian | Asistencia: 41,000 espectadores Árbitro(s): Rodolfo Sibrian |
| Partido de desempate para definir al clasificado ya que ambas selecciones empataron en todo. |                                                      |     |                     |                                                             |                                                             |

### Ronda Final
| Pos. | Equipo            | Pts. | PJ | G | E | P | GF | GC | Dif. | Clasificación |     | Bandera de Costa Rica | Bandera de México | Bandera de Estados Unidos | Bandera de Honduras | Bandera de Jamaica | Bandera de Trinidad y Tobago |
| ---- | ----------------- | ---- | -- | - | - | - | -- | -- | ---- | ------------- | --- | --------------------- | ----------------- | ------------------------- | ------------------- | ------------------ | ---------------------------- |
| 1    | Costa Rica        | 23   | 10 | 7 | 2 | 1 | 17 | 7  | +10  | Clasificado   |     | —                     | 0–0               | 2–0                       | 2–2                 | 2–1                | 3–0                          |
| 2    | México            | 17   | 10 | 5 | 2 | 3 | 16 | 9  | +7   | Clasificado   |     | 1–2                   | —                 | 1–0                       | 3–0                 | 4–0                | 3–0                          |
| 3    | Estados Unidos    | 17   | 10 | 5 | 2 | 3 | 11 | 8  | +3   | Clasificado   |     | 1–0                   | 2–0               | —                         | 2–3                 | 2–1                | 2–0                          |
| 4    | Honduras          | 14   | 10 | 4 | 2 | 4 | 17 | 17 | 0    |               |     | 2–3                   | 3–1               | 1–2                       | —                   | 1–0                | 0–1                          |
| 5    | Jamaica           | 8    | 10 | 2 | 2 | 6 | 7  | 14 | −7   |               | 0–1 | 1–2                   | 0–0               | 1–1                       | —                   | 1–0                |                              |
| 6    | Trinidad y Tobago | 5    | 10 | 1 | 2 | 7 | 5  | 18 | −13  |               | 0–2 | 1–1                   | 0–0               | 2–4                       | 1–2                 | —                  |                              |

 Fuente: FIFA

## Jugadores
Datos corresponden a situación previo al inicio del torneo
| #  | Prov | Nombre               | Posición       | Edad | PJ Sel | Club                       |
| -- | ---- | -------------------- | -------------- | ---- | ------ | -------------------------- |
| 1  |      | Erick Lonnis         | Portero        | 37   | 76     | Deportivo Saprissa         |
| 2  |      | Jervis Drummond      | Defensa        | 29   | 38     | Deportivo Saprissa         |
| 3  |      | Luis Marín           | Defensa        | 27   | 74     | Liga Deportiva Alajuelense |
| 4  |      | Mauricio Wright      | Defensa        | 31   | 40     | AEK Atenas                 |
| 5  |      | Gilberto Martínez    | Defensa        | 22   | 27     | Brescia Calcio             |
| 6  |      | Wilmer López         | Centrocampista | 30   | 68     | Liga Deportiva Alajuelense |
| 7  |      | Rolando Fonseca      | Delantero      | 27   | 79     | Liga Deportiva Alajuelense |
| 8  |      | Mauricio Solís       | Centrocampista | 29   | 84     | OFI Creta                  |
| 9  |      | Paulo Wanchope       | Delantero      | 25   | 48     | Manchester City            |
| 10 |      | Walter Centeno       | Centrocampista | 27   | 49     | AEK Atenas                 |
| 11 |      | Rónald Gómez         | Delantero      | 27   | 53     | OFI Creta                  |
| 12 |      | Winston Parks        | Delantero      | 20   | 3      | Udinese                    |
| 13 |      | Luis Daniel Vallejos | Centrocampista | 21   | 2      | Herediano                  |
| 14 |      | Juan José Rodríguez  | Defensa        | 34   | 2      | AD San Carlos              |
| 15 |      | Harold Wallace       | Defensa        | 26   | 54     | San Luis F.C.              |
| 16 |      | Steven Bryce         | Delantero      | 24   | 33     | Liga Deportiva Alajuelense |
| 17 |      | Hernán Medford       | Centrocampista | 34   | 87     | Deportivo Saprissa         |
| 18 |      | Álvaro Mesén         | Portero        | 29   | 16     | Liga Deportiva Alajuelense |
| 19 |      | Rodrigo Cordero      | Centrocampista | 28   | 25     | Herediano                  |
| 20 |      | William Sunsing      | Delantero      | 25   | 23     | New England Revolution     |
| 21 |      | Pablo Chinchilla     | Defensa        | 24   | 12     | Liga Deportiva Alajuelense |
| 22 |      | Carlos Castro        | Defensa        | 24   | 22     | Liga Deportiva Alajuelense |
| 23 |      | Lester Morgan †      | Portero        | 26   | 5      | Herediano                  |
| DT |      | Alexandre Guimarães  |                |      |        |                            |

## Participación

### Primera fase

#### Grupo C
| Equipo     | Pts | PJ | PG | PE | PP | GF | GC | DIF |
| ---------- | --- | -- | -- | -- | -- | -- | -- | --- |
| Brasil     | 9   | 3  | 3  | 0  | 0  | 11 | 3  | +8  |
| Turquía    | 4   | 3  | 1  | 1  | 1  | 5  | 3  | +2  |
| Costa Rica | 4   | 3  | 1  | 1  | 1  | 5  | 6  | -1  |
| China      | 0   | 3  | 0  | 0  | 3  | 0  | 9  | -9  |

| 4 de junio de 2002 | Costa Rica             | 2:0 (0:0) | China | Est. de la Copa Mundial, Gwangju                                    |                                                                     |
|                    | Gómez 61' · Wright 65' | Reporte   |       | Asistencia: 27.217 espectadores Árbitro(s): Kyros Vassaras (Grecia) | Asistencia: 27.217 espectadores Árbitro(s): Kyros Vassaras (Grecia) |

| 9 de junio de 2002 | Costa Rica | 1:1 (0:0) | Turquía  | Est. de la Copa Mundial, Inchon                                  |                                                                  |
|                    | Parks 86'  | Reporte   | Emre 56' | Asistencia: 42.299 espectadores Árbitro(s): Coffi Codjia (Benín) | Asistencia: 42.299 espectadores Árbitro(s): Coffi Codjia (Benín) |

| 13 de junio de 2002 | Costa Rica               | 2:5 (1:3) | Brasil                                                     | Est. de la Copa Mundial, Suwon                                      |                                                                     |
|                     | Wanchope 39' · Gómez 56' | Reporte   | Ronaldo 10', 13' · Edmílson 38' · Rivaldo 62' · Júnior 64' | Asistencia: 38.524 espectadores Árbitro(s): Gamal Ghandour (Egipto) | Asistencia: 38.524 espectadores Árbitro(s): Gamal Ghandour (Egipto) |